# Ориджо
Ориджо (итал. Origgio) — коммуна в Италии, располагается в провинции Варесе области Ломбардия.
Население составляет 6777 человек (на 2004 г.), плотность населения составляет 797 чел./км². Занимает площадь 8 км². Почтовый индекс — 21040. Телефонный код — 02.
В коммуне во второе воскресение сентября особо празднуется Рождество Пресвятой Богородицы.

## Известные уроженцы
- Айрольди, Карло